# ژیل ابرمسن
ژیل ابرمسن (انگلیسی: Jill Abramson؛ زادهٔ ۱۹ مارس ۱۹۵۴) روزنامه‌نگار، ویراستار، پدیدآور اهل ایالات متحده آمریکا و فارغ‌التحصیل دانشگاه هاروارد است.